# Barrella negra

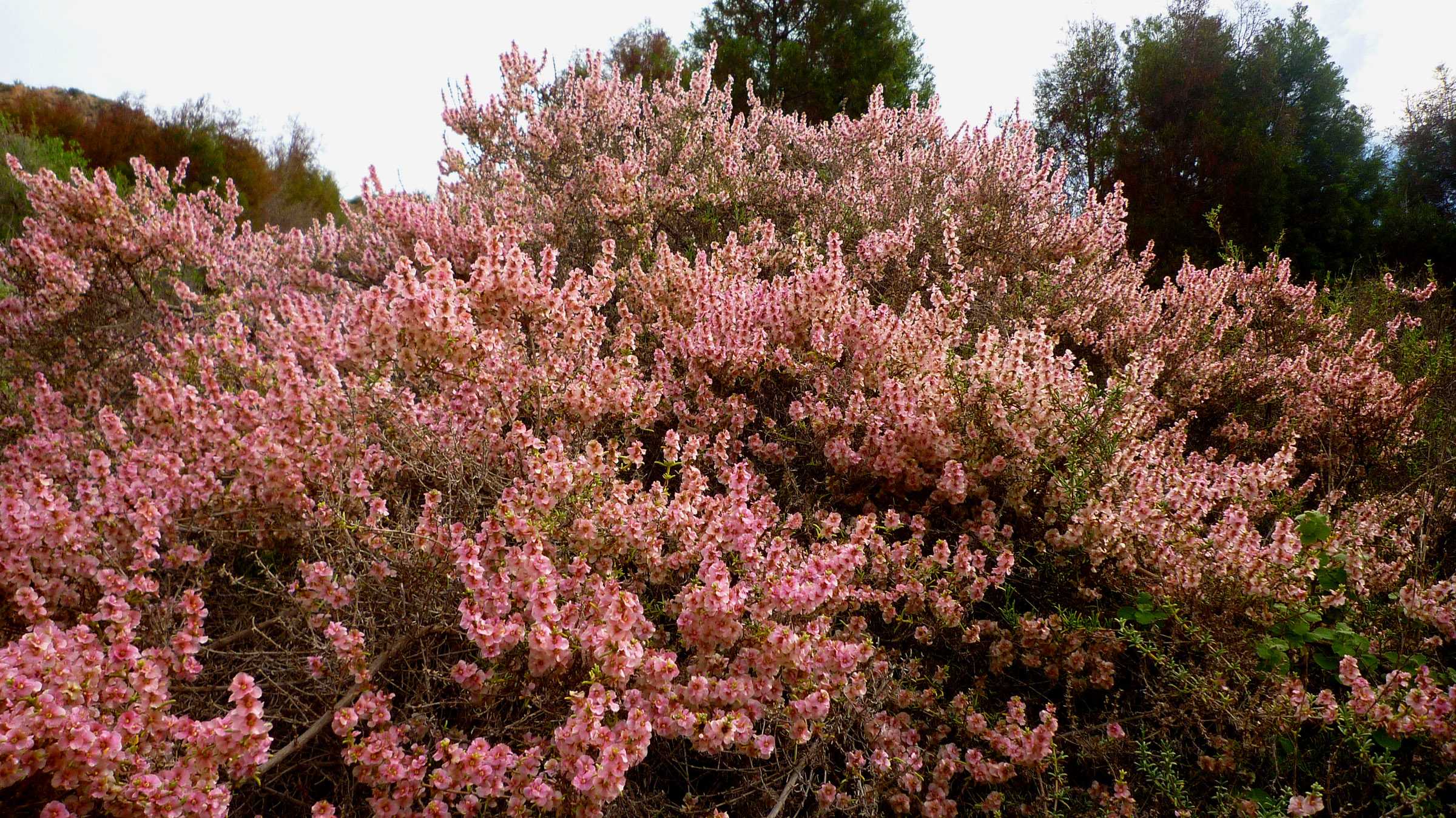
Floració de la planta durant el mes de novembre.

La barrella negra (Soda oppositifolia) és una espècie de planta amb flors del gènere Soda dins la família de les amarantàcies (Amaranthaceae). Son plantes natives de l'Africa del nord mediterrània i d'algunes zones del sud d'Europa com ara la península Ibèrica o la península Itàlica.
Addicionalment pot rebre els noms de salsola opositifòlia, salsola verticil·lada, sosa escarabella, sosa opositifòlia i sosó.

## Hàbitat
És pròpia de zones costaneres. Tolerant a la salinitat, arrela en comunitats nitrohalòfiles i en marges i conreus abandonats. El seu contingut en alcaloides la fa tòxica per al bestiar caprí.

## Descripció
Es tracta d'un arbust de fins a 2 m d'altura, de color verda fosca, amb tiges i fulles carnosos. Les fulles, oposades, són linears i subcilíndriques, aplanades pel feix.
Les flors, molt petites, poc conspícues, verdoses, posseeixen cinc tèpals de reduïda grandària, i cinc estams. Aquests tèpals creixen de manera palpable després de la fecundació i l'aparició del fruit, i apareix una ala transversal molt aparent, de color rosada o vermellosa.

## Taxonomia
La primera descripció d'aquest tàxon la va fer l'any 1798 el botànic francès René Desfontaines amb el nom de Salsola oppositifolia al primer volum de l'obra Flora Atlantica. L'any 2020 el botànic iranià Hossein Akhani va situar l'espècie dins del gènere Soda, amb el nom actual de Soda oppositifolia, aquest canvi va ser publicat a la revista Frontiers in Plant Science.
Citologia

Nombre de cromosomes i tàxons infraespecífics: 2n=72
Etimologia

oppositifolia: epítet llatí que significa "amb les fulles oposades".

### Sinònims
Els següents noms científics són sinònims de Soda oppositifolia:
- Sinònims homotípics

- Salsola longifolia var. oppositifolia (Desf.) C.Vicioso
- Salsola oppositifolia Desf.
- Seidlitzia oppositifolia (Desf.) Iljin

- Sinònims heterotípics

- Salsola oppositifolia f. feminea Botsch.